# Corrie Laddé
Corrie Laddé (n. 27 octombrie 1915, Jakarta, Indonezia – d. 18 septembrie 1996, Bad Ischl, Austria Superioară, Austria) a fost o înotătoare olandeză, medaliată olimpică. A participat la o ediție a Jocurilor Olimpice (1932) în care a câștigat o medalie de argint.

## Participări
Lista de mai jos prezintă principalele competiții la care a participat Corrie Laddé de-a lungul carierei.
- swimming at the 1932 Summer Olympics – women's 4 × 100 metre freestyle relay[*]